# 대한민국의 T-80 운용
대한민국의 T-80 운용은 대한민국 육군의 T-80U 도입 및 운용 과정을 설명한다. 

## 역사
T-80U 전차는 소련 붕괴, 러시아의 독립 이후 경제난을 이유로 수출시장에 모습을 선보이게 된다.

### 배경
1993년 아랍에미리트의 아부다비에서 열린 국제방위산업전시회에서 T-80U 전차가 수출시장에 처음으로 공개되었다. 그러나 최신형 전차 임에도 불구하고, 좀처럼 수출은 이루어지지 않았다. 더욱이 1996년 체첸전쟁 당시 그로즈니 시가전에서 러시아군이 운용하던 T-80B와 T-80BV 전차는, 체첸반군의 RPG-7 대전차 로켓포에 대량으로 파괴되었다. 나중에 알려졌지만 전차 운용병들의 숙련도가 낮았고, 시가전에 무리하게 대량의 전차를 동원했던 러시아군의 전술에 문제가 있었다. 이러한 점은 결국 수출의 악재로 작용했고, T-80U 전차의 수출은 요원한 듯 했다.
그러나 1996년 9월 불곰사업이라는 이름으로 대한민국이 T-80U를 BMP-3 등의 장비와 함께 처음으로 도입하게 되었고, 도입 당시 개발국인 러시아 육군조차 그때까지 400여 대밖에 도입하지 못했던 T-80U 최신 전차장비를 러시아가 수출한 셈이다. 정확히는 불곰사업이 시작하기 이전의 1991년 대한민국 정부는 구 소련에게 14억 7000만 달러의 경협차관을 빌려 주었다. 그러나 소련 붕괴 이후 러시아 정부는 이를 갚아야 할 상황이었지만 돈이 없었고, 현금 상환 대신 현물 상환을 하기로 협정을 체결한다. 이때부터 러시아제 무기도입 사업인 불곰사업이 시작되었고, 1996년 9월 불곰사업으로 도입된 군장비들 중 하나가 T-80U 전차이다.
대한민국 육군은 1996년 1차 불곰사업으로 T-80U 33대를 들여왔으나 도입 전에는 미국제 무기체계의 상호 호환성, 수리부속 및 운용유지 문제 등과, 중동 전쟁 및 걸프 전쟁의 영향으로 러시아산이라고 일정부분 무시하여 적성무기연구용 정도로 사용할 예정으로 실전배치는 하지 않고 전라남도 장성군 소재 육군기계화학교에서 교육용으로 사용 할 예정이었다. 하지만 T-80U 전차 33대는 많은 군 관계자들에게 새로운 충격을 주었다. T-80U의 경우 예상 외로 성능이 매우 좋으며 공격력, 방호력, 기동성, 설계개념 등에서 뛰어나 우리 군 관계자들을 놀라게 했다.

### 성능
당시 105mm 주포 위주였던 육군의 전차와 달리, T-80U 전차에 장착된 125mm 주포는 당시 기준으로 대구경의 125mm 활강포답게 강한 성능을 보여 주었다. 또한 한국 육군 전차에는 없었던 자동장전장치와 포 발사 대전차 미사일 등은 기존 전차와 한 차원 다른 전차로 보여졌고 이에 육군에선 2차 불곰사업으로 T-80UK 지휘용 전차 2대를 2004년에 추가 도입하여 2005년 1선에 배치하였으며 XK2 차기 전차 개발에 일정 부분 영향을 주었다. 이후 운용상 별다른 문제가 없다고 판단하여 2차 불곰사업으로 같이 도입된 BMP-3와 함께 지휘전차용인 T-80UK 2대와 같이 2004년에 동부전선(강원도)의 제3 기갑여단에 실전배치되어 운용 중이나 2015년 현재 안타깝게도 이제 퇴역이 예정되어 있었다.
이후 2015년 퇴역이 예정된 것이 부품 문제가 해결이 되면서 추후로 늦춰질 예정이다. 그리고 2017년에는 훈련도 실시했다.
2017년 국감에 의하면 T-80U와 BMP-3의 운용상태는 100%의 가동률에 가까운 상태이다. 게다가 저피탐성 및 저피탄성, 고기동성과 즉응성, 하천험지극복력에서는 아직 K1계열 전차보다 우세하며, 날탄 중장거리 명중률이 낮다거나 가벼운 만큼 장갑이 얇은 것은 전장 환경상 크게 문제가 안되지만 유지비가 많이 들고 날탄 위력이 105mm 강선포 수준으로 낮고 개선여지도 없다는 게 큰 단점이라, 주력전차(MBT)로 운용하기에는 무리가 있고 지금처럼 소규모 특수목적부대 형식으로 운용하는 것이 적합하다는 평이다.
현재 조선인민군 신형전차인 선군호의 주포가 최대 T-72 시절의 125mm 활강포로 추정됨에 따라 적성병기 연구용으로의 중요성은 더 올라갔다고 볼 수 있다. 앞으로 북한군이 운용할 것이라고 예상되는 125mm포 발사 대전차미사일의 운용양태와 그에 대한 대응책을 알아내는데 큰 역할을 할 것으로 보인다는 점에서 2020년 이후에 추후에 퇴역할 가능성이 있다고 보는 것이 더 적절하다고 판단된다.

## 기타
2005년에 T-80U와 T-80UK를 3억 5천만 달러에 140대를 추가로 도입한다는 뉴스가 러시아 언론에 보도되었다가, 한국 정부측의 오보라는 해명이 있었다.

## 같이 보기
- K1 전차
- K1A1 전차
- K2 흑표